# Viața la viteză maximă
Viața la viteză maximă (în franceză Vivre vite) este un roman al scriitoarei franceze Brigitte Giraud care a apărut la 24 august 2022 în Franța la editura Flammarion, și în 2023 în România la editura Trei.
La 3 noiembrie 2022, cartea a primit Premiul Goncourt după paisprezece runde de vot, cu șase voturi față de cele cinci ale cărții Magul de la Kremlin a lui Giuliano da Empoli, grație votului dublu al președintelui juriului, Didier Decoin. Aceasta este cea de-a cincea carte publicată de Flammarion care primește premiul Goncourt.

## Rezumat
Brigitte Giraud analizează în această carte circumstanțele care au dus la moartea accidentală a soțului ei, Claude Giraud, pe 22 iunie 1999, la Lyon. Cu douăzeci de ani în urmă, a publicat romanul À présent despre această dispariție tragică, care a primit mențiunea specială a premiului Wepler în 2001.
Autoarea detaliază, cu multă luciditate, toate evenimentele care s-au succedat și au condus la accidentul de motocicletă al soțului său. Totul începe cu moartea bunicului ei, apoi cu achiziția complicată a unei case, un element central al poveștii. Claude Giraud era director de mediatecă și critic de muzică rock, colaborator al publicației Le Monde. Iubea motocicletele. Tragedia s-a produs în timp ce conducea o motocicletă extrem de puternică, periculoasă și dificil de manevrat (o Honda 900 CBR). Aceasta nu îi aparținea, ci era a cumnatului său, iar Claude o încerca pentru prima dată.
Scriitoarea încearcă să găsească un sens în lanțul de evenimente fatidice. Totodată, îl readuce la viață, cu multă emoție, pe partenerul său și povestea pe care au trăit-o împreună. Pe măsură ce romanul avansează, emoția crește, apropiindu-se de inevitabil.
Titlul cărții provine din expresia Vivre vite, mourir jeune („Trăiește la viteză maximă, mori tânăr”), atribuită în carte lui Lou Reed.

## Primire critică
În ciuda prestigiosului premiu acordat cărții, romanul a primit recenzii mixte. Pe de o parte, este apreciat pentru intimitatea și forța emoțională pe care le transmite. Pe de altă parte, deși vânzările cărților câștigătoare sunt estimate între 350.000 și 500.000 de exemplare în anul decernării premiului, Viața la viteză maximă s-a vândut în aproximativ 198.000 de exemplare până în decembrie 2022.
Printre motivele acestui rezultat se numără duritatea subiectului principal (doliul), preferința publicului pentru celălalt finalist, precum și dificultățile financiare ale cititorilor în 2022.

## Traduceri în limba română
- 2023 – Viața la viteză maximă, Ed. Trei, traducere Mihaela Stan, 192 pagini, ISBN: 978-606-40-1936-3[9]